# レジナルド・インズ・ポコック
レジナルド・インズ・ポコック（Reginald Innes Pocock、1863年3月4日 - 1947年8月9日）はイギリスの動物学者で王立協会フェロー。
ポコックはブリストル市クリフトン区 (Clifton) 生まれ。父は数学者で歴史研究家のニコラス・ポコック (Nicholas Pocock 1814年生-1897年没) 、母はエディス・プリチャード（Edith Prichard）で4人きょうだいの末子である。
オックスフォードのセント・エドワーズ・スクール（St Edward's School, Oxford）に進んだことから自然史に興味を抱き、エドワード・ポールトン卿（Sir Edward Poulton）に動物学の個人教授を受け、オックスフォード博物館で比較解剖学の研究を許される。ユニバーシティ・カレッジ・ブリストルでは生物学と地質学をそれぞれコンウィ・ロイド・モーガン（Conwy Lloyd Morgan）とウィリアム・ジョンソン・ソラス（William Johnson Sollas）から学んでいる。
1885年にポコックはロンドン自然史博物館の助手の職につき、1年間昆虫学部門に配属されると、クモ類と多足類の収蔵品管理に務める。また英国の鳥類の標本の展示も任され、業務のかたわら終生変わらない鳥類学への関心をはぐくむことになる。博物館に勤めた18年の間に発表した論文200件によりヤスデだけで300から400種を記述し、クモ類と多足類の権威として認知される。またサソリ目ヒラタサソリ Brachistosternus の記述もポコックである。
1904年に博物館を辞したポコックはロンドン動物園の園長の座につき、1923年に引退するまでの間に王立協会のフェローに選出されている (1911年)。公職の引退後も、篤志で大英博物館にて哺乳類分野の研究をつづけた。

## 自然誌の執筆
ウィキソースには、Author:Reginald Innes Pocockの原文があります。
1910年代を迎えたイギリスで、A・A・ミルンがクリストファーを連れてアメリカから来たクマを見物するなど、珍しい動物を見に動物園に行くことが娯楽に加わる。百科事典が売れ、アマチュアの知識と専門職研究者のそれとの格差が縮まっていくと、動物や植物の話題は世間の関心を集め、一般人向けに執筆できる専門家が求められるようになった。新聞の読み物欄の常連執筆者には王立協会のフェローからケンブリッジ大学副総長のアーサー・シプレー (Arthur Shipley 1861年生–1927年没) やレイ・ランケスター (E. R. Lankester 1847年生–1929年没) などが名を連ね、あるいは自然史博物館系の研究者でランケスターの後進のW. P. Pycraft (1868年生–1942年没) は新聞に署名入りの連載をつづけ、ほぼ同年代のポロックも博物館と動物園で展示を組んできた専門性を買われてブリタニカ百科事典の執筆陣に招かれ、新聞ほかにもよく寄稿を頼まれている。たとえば園長時代の1912年に一般紙The Fieldに手紙を宛て、ボンベイ自然史協会の S・M・ミラード事務局長 Walter Samuel Millard から届いたレオポンの毛皮に基づく考察を披露した。
1911年の末から1912年ころにはオオカバマダラの幼虫に擬態する別の種の幼虫をめぐり、アメリカの動物学者Arthur M. Banta (1877年生–1946年没) と『ネイチャー』誌上で論を戦わせたこともあった。

## 家族
兄のエドワード・イネス・ポコック (Edward Innes Pocock、1855年生–1905年没) はラグビー選手でスコットランド代表を務め、セシル・ローズ卿の指揮した民兵隊 Pioneer Column に志願して南アフリカへ渡るとイギリスのローデシア権益拡大に一役買う。父方の曽祖父ニコラス・ポコック (父と同名のNicholas Pocock 1740年生–1821年没) は海洋画家で、ち密な海戦の描写で人気を得た。
 ウィキソースには、父 ニコラスの原文があります。
父はオックスフォード大学クィーンズカレッジ数学と歴史を専攻、卒業生として母校で講師をした数学者で、結婚しクリフトンに転居すると歴史研究家として宗教改革とイングランド国教会設立期を研究する。それまで定説とされた先人の出版物の改訂を行い研究成果を出版し、『英国人名事典』にも執筆する。司祭にまで叙されながら教会活動はしていない。
 ウィキソースには、大叔父 ウィリアムの原文があります。
父の叔父にウィリアム・イネス・ポコック(William Innes Pocock 1783年生–1836年没)がおり、東インド諸島と西インド諸島へ航海、チャールズ・ローリーの副官（1811年8月1日）として「イーグル号」に配属されると喜望峰経由の中国航路を3回こなし、船の修理で足止めされたセントヘレナ島で描いたスケッチに島の歴史の解説を添え、1815年に上梓。
 ウィキソースには、母方の祖父 ジェームズの原文があります。
母方の祖父ジェームズ・C・プリチャード (James Cowles Prichard 1786年生–1848年没) は医師で民族学と自然人類学に通じ、孫と同じ王立協会フェローで著書が10冊ほどある。

## 主な著作
1893年
- "On some points in the morphology of the Arachnida (s.s) with notes on the classification of the group", en:Annals and Magazine of Natural History 6 , 11 (61) pp.1–19. doi:10.1080/00222939308677457.

1900年
- The Fauna of British India, including Ceylon and Burma. Arachnida , London : Trustees of the British Museum.

1901年
- "Some new and old genera of South American Aviculariidae", The Annals and Magazine of Natural History 7 , 8 (48) pp.540−555 doi:10.1080/03745480109443359

1902年
- "Arachnida. Scorpiones, Pedipalpi, and Solifugae" . Biologia Centrali-Americana: zoology, botany and archaeology, London : R. H. Porter.

1903年
- "On some genera and species of South-American Aviculariidae", Annals and Magazine of Natural History 7, 11 pp.81–115.doi:10.1080/00222930308678729

1917年
- "The Classification of existing Felidae", The Annals and Magazine of Natural History 8, XX pp.329–350  doi:10.1080/00222931709487018.

1930年
- "The Panthers and Ounces of Asia", Journal of the Bombay Natural History Society , 34 (1) pp.65–82.

1932年
- "The marbled, Pardofelis marmorata, cat and some other Oriental species, with a definition of a new genus of the Felidae", Proceedings of the Zoological Society of London , 102 (3) pp.741–766. doi:10.1111/j.1096-3642.1932.tb01095.x

1939年
- The Fauna of British India, including Ceylon and Burma – Mammalia. Volume 1, Primates and Carnivora (in part), London : Trustees of the British Museum, 　 Taylor & Francis, 1939-194。共著者 R. B. Seymour Sewell ; E. O. Shebbeare。

1940年
- "Description of a new race of puma (Puma concolor), with a note on an abnormal tooth growth in the genus", The Annals and Magazine of Natural History 11 , (VI) pp.307–313  doi:10.1080/03745481.1940.9723683.

1941年
- The Fauna of British India, including Ceylon and Burma – Mammalia. Volume 2, Carnivora: Aeluroidea, Arctoidea, London : Trustees of the British Museum

1951年
- Catalogue of the Genus Felis. London : Trustees of the British Museum.

## 参考資料
代表執筆者の姓のABC順。
- Bowler, Peter J. (2009-10-15) (英語). Science for All: The Popularization of Science in Early Twentieth-Century Britain. University of Chicago Press. p. 72. ISBN 978-0-226-06866-4
- Hindle, Edward (1948). “Reginald Innes Pocock. 1863-1947” (英語). Obituary Notices of Fellows of the Royal Society 6 (17):  189–211. doi:10.1098/rsbm.1948.0025. JSTOR 768917.　王立協会の定期刊行物『物故フェロー回顧録』
- Schwarz, Ernest (1948). “Reginald Innes Pocock, F. R. S” (英語). Journal of Mammalogy 29 (1):  93. JSTOR 1375287.